# Bram Krol

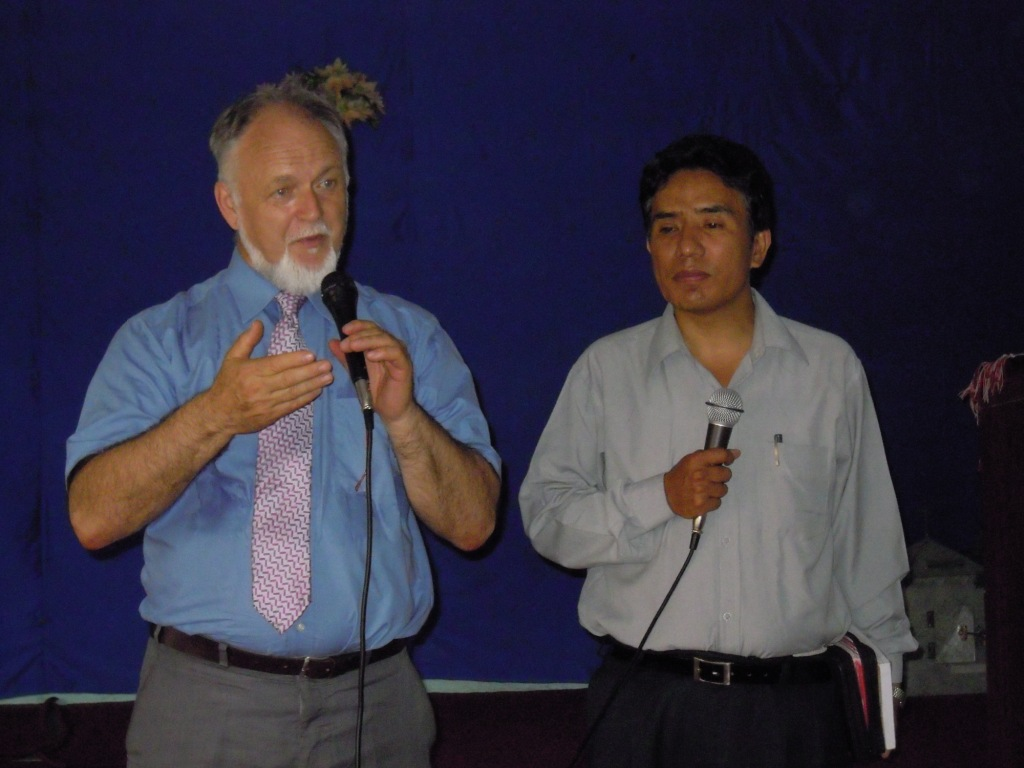
Bram Krol met een Nepalese vertaler

A.J. (Bram) Krol (1946) is een Nederlandse predikant binnen de Protestantse Kerk in Nederland (PKN). Hij is een belangrijke vertegenwoordiger van de evangelische stroming en introduceerde de beweging voor 'gemeentegroei' in Nederland. Krol levert als columnist en auteur geregeld kritisch commentaar op ontwikkelingen in evangelisch Nederland en geldt daar als opiniemaker.
Tot oktober 2013 schreef hij artikelen en columns voor het maandblad Uitdaging. Dat heeft hij 34,5 jaar gedaan.

## Levensloop
Krol studeerde theologie aan de Vrije Universiteit en werkte daarna enkele jaren bij Youth for Christ. In 1974 werd hij predikant van de gereformeerde kerk te Vijfhuizen. In 1978 begon hij te werken voor het Instituut voor Evangelisatie (later Stichting Agapè).

### Gemeentegroei
Hier introduceerde hij het begrip gemeentegroei en was de drijvende kracht achter de oprichting van de Werkgroep Gemeentegroei. Vanaf 1991 tot 2007 gaf deze werkgroep het Bulletin voor Gemeentegroei uit. Krol schreef verschillende boeken over dit onderwerp. Hij ontwikkelde een eigen systematiek om de geestelijke gezondheidskenmerken van christelijke gemeenten in kaart te brengen, het zogenoemde Groeitrapezium met acht verschillende deelgebieden. Ter ondersteuning van de gemeentegroei schreef hij ook een groot aantal praktische handleidingen voor onder meer het houden van preken, het leiden van gesprekskringen, het houden van huisbezoek en het voeren van gesprekken met niet-christenen. Vanaf 2000 verbleef Krol veel in het buitenland zodat het gemeentegroeiwerk van Agapè in het slop raakte.

### Zending
Krols buitenlandse reizen gingen in eerste instantie vooral naar India en Nepal, maar later ook naar Congo. In deze eerste twee landen is hij nauw betrokken bij de Himalayan Evangelical Fellowship, die onder meer werkt onder de Sherpa's. Over zijn ervaringen met opwekkingsbewegingen in deze landen schreef Krol verschillende boeken.
Krol riep in januari 2006 op tot een 'bekering' bij zendingsorganisaties. Hij stelde dat de organisaties log waren en een gebrekkige strategie hadden. Hierdoor zouden zij niet in staat zijn om in te spelen op plotselinge gebeurtenissen. Zijn kritiek baseerde hij op zijn ervaringen in Congo en Nepal, waar tienduizenden mensen overgingen tot het christendom, terwijl zendingsorganisaties volgens Krol nauwelijks geïnteresseerd waren geweest om aan het werk te gaan in deze gebieden.
In augustus 2011 kwam Krol in het nieuws omdat hij gearresteerd was in Congo. Naar eigen zeggen werd hij daarbij ‘over de grond gesleept als een varken’. Een dag later werd hij weer vrijgelaten. De aanleiding was een conflict over een huis van een zendingsorganisatie dat door een medewerker zou zijn ingenomen.

### Heden
Bram Krol doceert homiletiek (preekkunde), gemeentegroei en pastorale vakken aan verschillende hbo-instellingen in Nederland, België, Congo en India.
Krol is woonachtig in Gorinchem. Hij was getrouwd met Joke Tönjes; samen kregen ze vier kinderen. Sinds 2006 is Krol weduwnaar.

## Opvattingen
Bram Krol is een praktisch gericht theoloog met evangelicale opvattingen. Hoewel hij veel aandacht besteedt aan het werken met kleine kringen, keert hij zich tegen sektarische groepsvorming. Zijn sympathie voor de charismatische beweging is groot, maar hij staat kritisch tegenover het gemakkelijk voor waar aannemen van "wonderen".

## Voornaamste publicaties
- Onder commando: een kompas voor de gemeente van Jezus Christus, Arnhem: Interlektuur, Internationaal Evangelisch Boekcentrum, 1979, ISBN 90-70146-16-9
- Gemeentegroei: kenmerken van groeiende en kwijnende gemeenten [=Telos 123], Amsterdam: Buijten & Schipperheijn, 1982, ISBN 90-6064-420-4
- Gesprek rondom de bijbel: suggesties voor het opzetten en begeleiden van een bijbelgespreksgroep, Doorn: Instituut voor Evangelisatie, 1983, ISBN 90-70579-22-7 (Later uitgegeven als: Dynamiek in uw kring, Doorn: Johannes Multi Media, 2004; 4e druk ISBN 90-5798-169-6)
- De Kerk van Korea: haar geschiedenis en de huidige situatie, Doorn: Instituut voor Evangelisatie, 1984
- Opbouw: bijbelstudie voor beginners met verklaringen en hulp bij bijbellezen, Doorn: Instituut voor Evangelisatie, 1987, ISBN 90-70579-24-3
- Met Th.J.W. Kunst, (S)preken, hoe doe je dat?, Hoornaar: Gideon, 1994, ISBN 90-6067-661-0
- Ik zag God in de Himalaya, Hoornaar: Gideon, 1994, ISBN 90-6067-643-2
- Het verhaal van Agapè (voorheen Instituut voor Evangelisatie), Doorn: Agapè Media en Service, 1995, ISBN 90-70579-39-1
- Diepgang in het gesprek, Hoornaar: Gideon, 1995, ISBN 90-6067-677-7
- Warm werk: evangelische vernieuwing in gemeenten, Leiden: Barnabas, 1996, ISBN 90-5030-677-2
- Aangetrokken tot het wonderlijke, Hoornaar: Gideon, 1997, ISBN 90-6067-740-4
- Als het zoete bitter wordt. De sekte-Vrieswijk: hoe kon het zó ver komen met de Gemeente Gods in Velddriel?, Hoornaar: Gideon, 1998, ISBN 90-6067-793-5
- Uitdagende profetieën: actuele bijbelstudies, Heerenveen: Barnabas, 1999, ISBN 90-5829-096-4
- Gemeentegroei compleet: een praktische handleiding, Hoornaar: Gideon, 2001, ISBN 90-6067-912-1 (Van dit boek zijn vertalingen in het Engels en Frans verschenen)
- Het vlammende hart van Afrika: het nieuwe reveil van Congo, Doorn: Agapè, 2002, ISBN 90-70579-51-0
- Schreeuw uit het oerwoud: een massale beweging naar Christus onder de Pygmeeën, Doorn: Agapè/Johannes Multi Media, 2003, ISBN 90-5798-130-0
- Maki adieu!: de man die dood moest, Doorn: Johannes Multi Media, 2003, ISBN 90-5798-084-3
- Geslechte bergen, Doorn: Johannes Multimedia, 2004, ISBN 90-5798-151-3
- Lik in Lava: een doorbraak van het evangelie onder de Sherpa's, Doorn: Johannes Multimedia, 2008, ISBN 978-90-5798-262-0
- Jesus Multinational: De groeiexplosie van de kerk, Doorn: Ark media i.s.m. Agapè, 2010, ISBN 978-90-3381-929-2
- Huipie: Mijn prof was een debiel, Amerongen: Johannes Multimedia, 2012, ISBN 978-90-5798-453-2

Daarnaast is Bram Krol de auteur van verschillende brochures in de reeks Gemeentegroeibrochure. Deze reeks werd uitgegeven door de Werkgroep Gemeentegroei te Gorinchem.